# Krung Thai Bank
Krung Thai Bank — второй крупнейший коммерческий банк Таиланда. Штаб-квартира банка расположена в Бангкоке. Крупнейшим акционером является Министерство финансов Таиланда (55 %).

## История
Крунгтай банк является единственным банком под государственным контролем из пятёрки крупнейших банков Таиланда, и его история неразрывно связана с историей государственных финансов страны. Первый таиландский банк, Коммерческий банк Сиама, был основан в 1907 году, за ним последовали другие, в частности в 1933 году был основан Providence Bank. В 1953 году был принят Закон о государственных организациях, которым были учреждены ряд государственных компаний и финансовых институтов, включая Сельскохозяйственный банк. В 1966 году правительство национализировало Providence Bank и объединило его с Сельскохозяйственным банком в Крунгтай банк, подчинённый Министерству финансов.
К концу 1980-х годов банк создал обширную сеть из 288 отделений во всех провинциях Таиланда, а также открытого в 1982 году отделения в Нью-Йорке. В 1987 году банк поглотил Asia Trust Bank, оказавшийся на грани банкротства. В 1989 году акции Крунгтай банка были размещены на Фондовой бирже Таиланда (но правительство сохранило за собой контрольный пакет); также в этом году банк первым в Таиланде начал развивать сеть банкоматов. Азиатский финансовый кризис 1997 года показал большую уязвимость банковского сектора Таиланда, к 1999 году Крунгтай банк приобрёл активы нескольких обанкротившихся банков страны, включая First Bangkok City Bank. Однако внутренний аудит банка показал, что доля просроченных кредитов в нём самом составляет 84 %, что требовало срочной реорганизации банка. Глава банка был отправлен в отставку, правительству пришлось взять на себя просроченных кредитов на сумму $12 млрд, было сокращено число сотрудников, достигшее 15 тысяч. В 2001 году банк начал открывать отделения, специализирующиеся на исламском банкинге для мусульманской части населения на юге Таиланда; за несколько лет это привлекло депозитов на 100 млрд батов.

## Деятельность
Сеть банка насчитывает 1024 отделений, а также 4 зарубежных офиса (КНР, США, Индия, Камбоджа. Активы на конец 2020 года составили 3,33 трлн батов ($102 млрд), из них 2,2 трлн пришлось на выданные кредиты. Принятые депозиты составили 2,46 трлн батов. Имеется совместное предприятие с французской компанией AXA, предоставляющее страховые услуги в Таиланде.